# Didier Dagueneau
Didier Dagueneau (* 1956 in Saint-Andelain, Nièvre, Frankreich; † 17. September 2008 im Dordogne) war ein französischer Winzer.
Didier Dagueneau besuchte eine Weinbauschule und machte eine äußerst erfolgreiche Karriere als Weltklasse-Winzer an der Loire. Mit seinen Weinen aus den Trauben Sauvignon Blanc und Pinot Noir wurden die weltweit bekannten Weine Chailloux, Buisson Renard, Asteroïde hergestellt; die Weißweine Pur Sang und Silex der Appellation Pouilly-Fumé galten als zwei der weltweit besten Weine. Er hatte unter Weinkennern einen Kultstatus.
Neben seinem Beruf war er ein bekannter Musher bei Schlittenhunderennen und gewann Europa- und Weltmeisterschaften.
Er starb bei einem Unfall mit seinem Ultraleichtflugzeug. Er hinterlässt Frau und vier Kinder.